# Народный архитектор Украинской ССР
Народный архитектор УССР — почётное звание, присваиваемое за заслуги в развитии советской архитектуры в Украинской ССР.

## Положение о почётном звании
Звание создано благодаря Указу Президиума Верховной Рады Украинской ССР «Об установлении почетного звания „Народный архитектор Украинской ССР“», с изменениями и дополнениями, внесенными Указом Президиума Верховного Совета Украинской ССР от 7 мая 1981 № 1870-X.
Президиум Верховного Совета Украинской ССР постановил:
1. Установить почетное звание «Народный архитектор Украинской ССР».
2. Дополнить статью 1 Указа Президиума Верховного Совета Украинской ССР от 10 октября 1969 «О почетных званиях Украинской ССР» (Ведомости Верховного Совета УССР, 1969 г., N 42, ст. 337, 1970 г., N 10, ст. 67, 1972 г., N 13, ст. 85, N 39, ст. 348; 1975 г., N 46, ст. 498; 1977 г., N 44, ст. 520; 1978 г., N 44, ст. 622; 1980 г., N 9, ст. 125) после слов «Заслуженный архитектор Украинской ССР» словами «Народный архитектор Украинской ССР».
3. Статья 3 утратила силу (согласно Указу Президиума Верховного Рады Украинской ССР от 07.05.81 г. N 1870-X)
4. Абзац 6 Описания нагрудного знака, вручается лицам, которым присваиваются почетные звания Украинской ССР, после слов «Заслуженный архитектор Украинской ССР» дополнить словами «Народного архитектора Украинской ССР». Абзац 7 настоящего Описания после слов «Заслуженный архитектор РСФСР» дополнить словами «Народный архитектор СССР».

## Описание нагрудного знака
Нагрудный знак «Народный архитектор УССР» изготовляется из…

## История награждений
- Чмутина, Наталья Борисовна[2].
- Заваров, Алексей Иванович[3]